# Bambini di cristallo
Bambini di cristallo (Glasbarnen) è un libro per ragazzi di genere giallo del 2013 scritto dall’autrice svedese Kristina Ohlsson. Si tratta del primo libro per ragazzi dell'autrice, oltre ad essere il primo di una trilogia che vedrà successivamente uscire Il bambino argento e Angeli di pietra.

## Trama
Billie, una ragazzina di 12 anni, a causa della morte del padre vive sola con sua madre a Kristianstad; se ne andrà per trasferirsi ad Åhus. La casa che le ospita però sembra infestata dalle anime di due bambini con l’osteoporosi (da qui il nome “bambini di cristallo”, a causa della fragilità delle ossa da parte di chi ne soffre), morti affogati nel periodo in cui la nuova casa di Billie era un orfanotrofio. La protagonista non riesce a convincere la madre del fatto che qualcosa non vada con la casa e dovrà quindi indagare sui suoi misteri assieme al nuovo amico Aladdin.

## Riconoscimenti
- Svezia Swedish Radio’s Children’s Novel Award (2013)
- Lettonia The Ettoni National Library Children’s Literature Centre’s Award (2015)[1]

## Edizioni
- Kristina Ohlsson, Bambini di cristallo, traduzione di Silvia Piraccini, Adriano Salani Editore, 2015, ISBN 978-88-6715-987-1.
- Kristina Ohlsson, Bambini di cristallo, traduzione di Silvia Piraccini, Adriano Salani Editore, 2020, ISBN 978-88-310-0333-9.